# Dimitrios Kokolakis
Dimitrios Kokolakis (griechisch Δημήτριος Κοκολάκης; * 11. November 1949 in Rethymnon) ist ein ehemaliger griechischer Basketballspieler. Mit zwölf gewonnenen Meisterschaften ist er griechischer Rekordhalter.

## Karriere
Kokolakis spielte zwischen 1969 und 1987 in der höchsten griechischen Spielklasse und stand dabei bei den beiden erfolgreichsten Vereinen, Panathinaikos Athen und Aris Thessaloniki unter Vertrag. In 18 Jahren konnte er neben zwölf Meisterschaften auch fünf Mal den griechischen Vereinspokal gewinnen.

## Nationalmannschaft
Sein Debüt bei der griechischen Nationalmannschaft gab Kokolakis bei einem Freundschaftsspiel am 29. Dezember 1973. Bei einem 110:75-Sieg über England gelangen ihm dabei neun Punkte. In den folgenden 13 Jahren war Kokolais ein fester Bestandteil der griechischen Auswahl und nahm insgesamt an vier Europameisterschaften teil. Sein letztes Spiel gab er am 13. Februar 1986 bei einem Qualifikationsspiel zur Weltmeisterschaft 1986 gegen die damalige Tschechoslowakei. Sein größter Erfolg bei der Nationalmannschaft war der Gewinn der Goldmedaille bei den Mittelmeermeisterschaften 1979.

## Erfolge
- Griechischer Meister: 1971, 1972, 1973, 1974, 1975, 1977, 1980, 1981, 1982, 1985, 1986, 1987
- Griechischer Pokalsieger: 1979, 1982, 1983, 1985, 1987
- Goldmedaille bei Mittelmeermeisterschaften: 1979

## Auszeichnungen
- Teilnahme an Europameisterschaften: 1975, 1979, 1981, 1983